# Ramularia scrophulariae
Ramularia scrophulariae Fautrey & Roum. – gatunek grzybów z klasy Dothideomycetes. Grzyb mikroskopijny, fitopatogen pasożytujący na roślinach z rodzaju trędownik (Scrophularia). Powoduje plamistość liści.

## Systematyka i nazewnictwo
Pozycja w klasyfikacji według Index Fungorum: Ramularia, Mycosphaerellaceae, Capnodiales, Dothideomycetidae, Dothideomycetes, Pezizomycotina, Ascomycota, Fungi.
Gatunek ten opisali François Fautrey i Casimir Roumeguère w 1891 r.
W piśmiennictwie polskim gatunek ten uważany jest za synonim Ramularia carneola (Sacc.) Nannf., jednak według Index Fungorum są to odrębne gatunki.
Ramularia scrophulariae znana jest w licznych krajach Europy i w Maroku.